# کاظم‌داشی

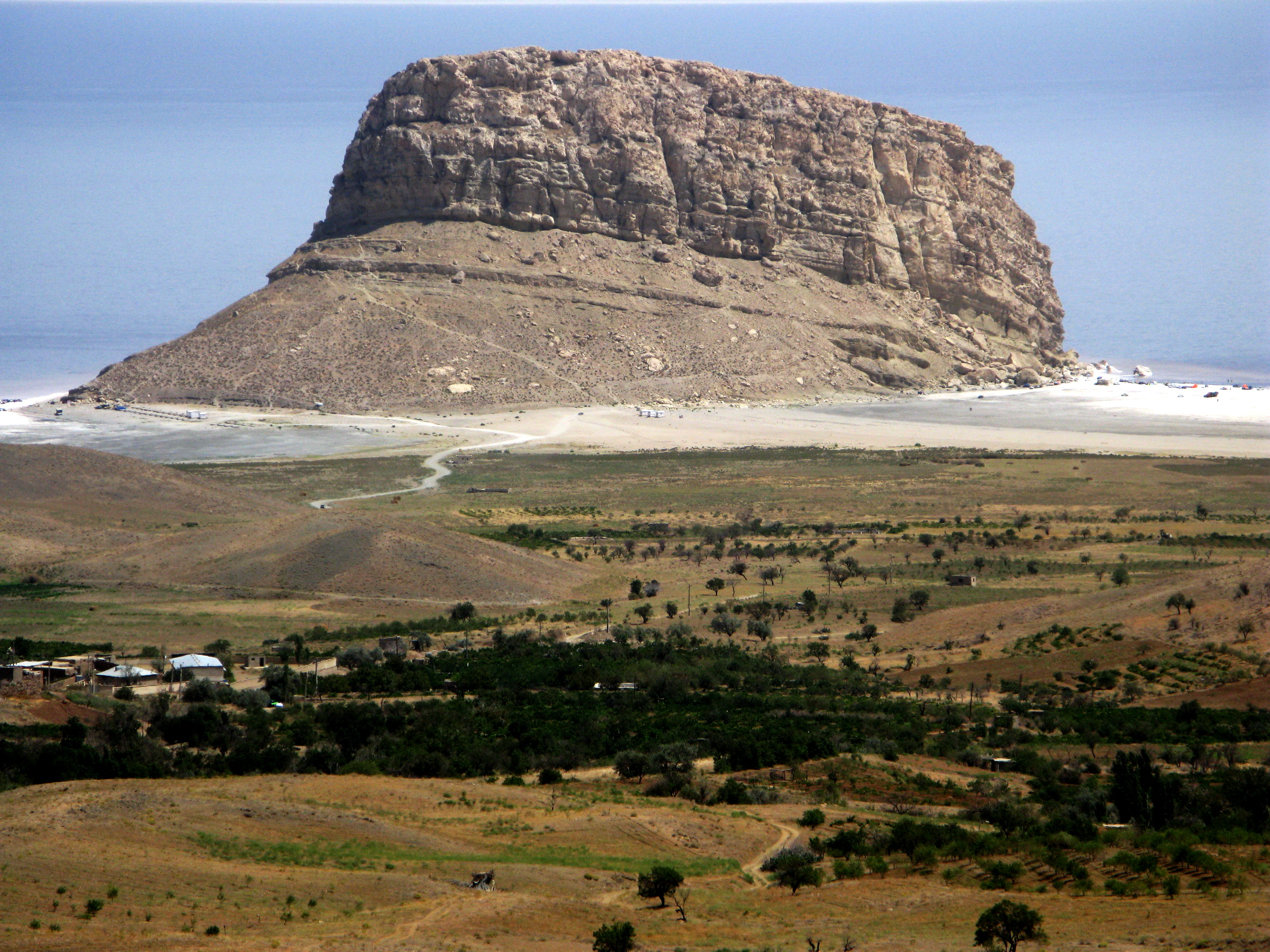
کاظم‌داشی

کاظم‌داشی (به معنای «سنگ کاظم») صخره‌ای جزیره‌وار در دریاچه ارومیه کنار روستای گورچین قلعه است. این جزیره در منطقه انزل در ۷۰ کیلومتری ارومیه در روستای گورچین قلعه واقع است. کاظم‌داشی در زمان‌های مختلف از جمله جنگ جهانی اول پناهگاه اهالی هفت روستای اطراف بوده‌است. نام آن به یاد «کاظم خان»، فرمانده افراد محافظ روستا که خود اهل قوشچی بوده نامگذاری شده‌است.

## کاظم خان
کاظم خان فردی بسیار جسور و بی‌باک و بسیار باهوش و فراست بود و خود تمامی امور نظامی و سیاسی و اقتصادی آن زمان مردم پناهنده در جزیره را سامان می‌داده‌است.

## نام‌های دیگر
کاظم خان داشی به قیرخلار (۴۰ نفر) نیز معروف بوده‌است. به روایت کهن سالان روستا در زمان‌های قدیم عده‌ای (گویا ۴۰ نفر) از دست حاکم ظالم منطقه فرار کرده و مدتی در این محل پناه گرفته‌اند و به همین مناسبت تا قبل از جنگ جهانی اول و حضور کاظم خان در این محل به اسم قیرخلار معروف بوده‌است.
این کوه زیبا به «قالا باشی» یا «قالا داشی» نیز معروف است.

## موقعیت
قلعه کاظم خان داشی در حدود ۵/۱ کیلومتری شرق روستای گورچین قلعه واقع شده‌است و در گویش محلی به کاظم داشی معروفیت دارد.
کاظم خان قوشچو در کشاکش جنگ جهانی اول و حمله روس به این مناطق و نیز حمله و غارت‌های شورشیان کرد به سرکردگی اسماعیل سمکو (سیمیتقو)، اهالی روستاهای اطراف از جمله گورچین قلعه-قالقاچی- بویداش (نجف آباد)- قره باغ- قوشچی - باری و… را در این جزیره سنگی کوه مانند پناه داده و حفظ کرده‌است.
کاظم داشی یا کاظیم داشی قبلاً و موقعی که آب دریاچه ارومیه کم نشده بود به صورت شبه جزیره‌ای بود که با یک آبراه کم عرض به خشکی متصل می‌شد ولی اکنون(۱۳۹۹) تقریباً جزئی از خشکی شده و به عبارتی کمی از آن به دریا چسبیده‌است.
در فاصله کمی از آن قلوی دیگرش قرار دارد که در اکثر سایت‌های اینترنتی به اشتباه عکس آن قرار داده شده‌است.
مناظر طبیعی زیبا و بقایای معماری و حجاری‌های صخره‌ای و گذرگاه‌های صعب العبور و پرتگاه‌های مخوف ارزش و اهمیت سوق الجیشی به این اثر داده‌است که با توجه به بررسی‌ها و پژوهش‌های باستان‌شناسی که توسط سازمان میراث فرهنگی کشور به عمل آمده، مهم‌ترین آثار شناخته شده این محل مربوط به هزاره اول قبل از میلاد مسیح و دوره ایلخانیان می‌باشد که تحت محافظت و نگهداری سازمان میراث فرهنگی استان می‌باشد.

## پیشینه تاریخی
بنا به نوشته مورخین اسلامی هلاکوخان مغول اموال قیمتی و خزائن نفیس خود را در این قلعه پنهان نموده بود. حتی معروف است که خود هلاکوخان نیز در این قلعه مدفون گردیده‌است.
به نوشتهٔ یکی از شاهدان (ملا اسماعیل سپهر) در زمان جنگ جهانی یکم سربازان روس پس از کاوش کاظم خان داشی بارهایی را سوار بر چهارپایان کرده و به روسیه برده‌اند.

## بناها
در این قلعه بدستور کاظم خان ساختمان دو طبقه‌ای نیز بنا شده بود که زمانی مورد استفاده خود و خانواده اش بوده‌است. در حال حاضر به جز نشانه‌هایی از این بناها، چیری از آنها باقی نمانده‌است.
کاظم خان در این قلعه آهنگری، ریخته‌گری و قایق‌سازی دایر کرده بود و در ضمن به ساختن توپ سرپر و باروت و فشنگ و غیره نیز می‌پرداخت. او در ساخت انواع بمب دستی نیز تبحر داشت ولی خود عاقبت به وسیله یکی از بمب‌های دست‌ساز خود کشته شد.
در بالاترین نقطه این کوه سنگی، یک چاه در دل سنگ خارا کنده شده‌است که برای ذخیره آب برف و باران از آن استفاده می‌شده‌است و ظاهراً زمانی خشکی به عنوان زندان نیز کاربرد داشته‌است.
نکته جالب و شگفت اینکه خود جزیره کاظم داشی به شکل یک کلاه نظامی است.

## نگارخانه

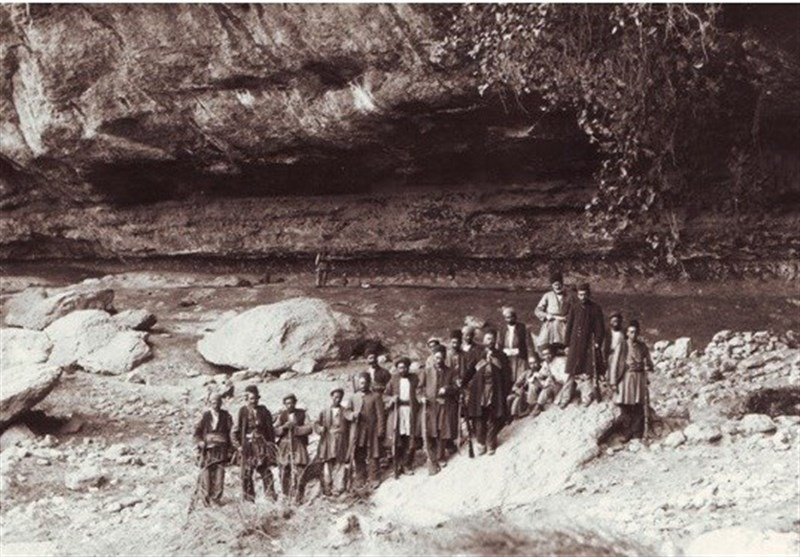
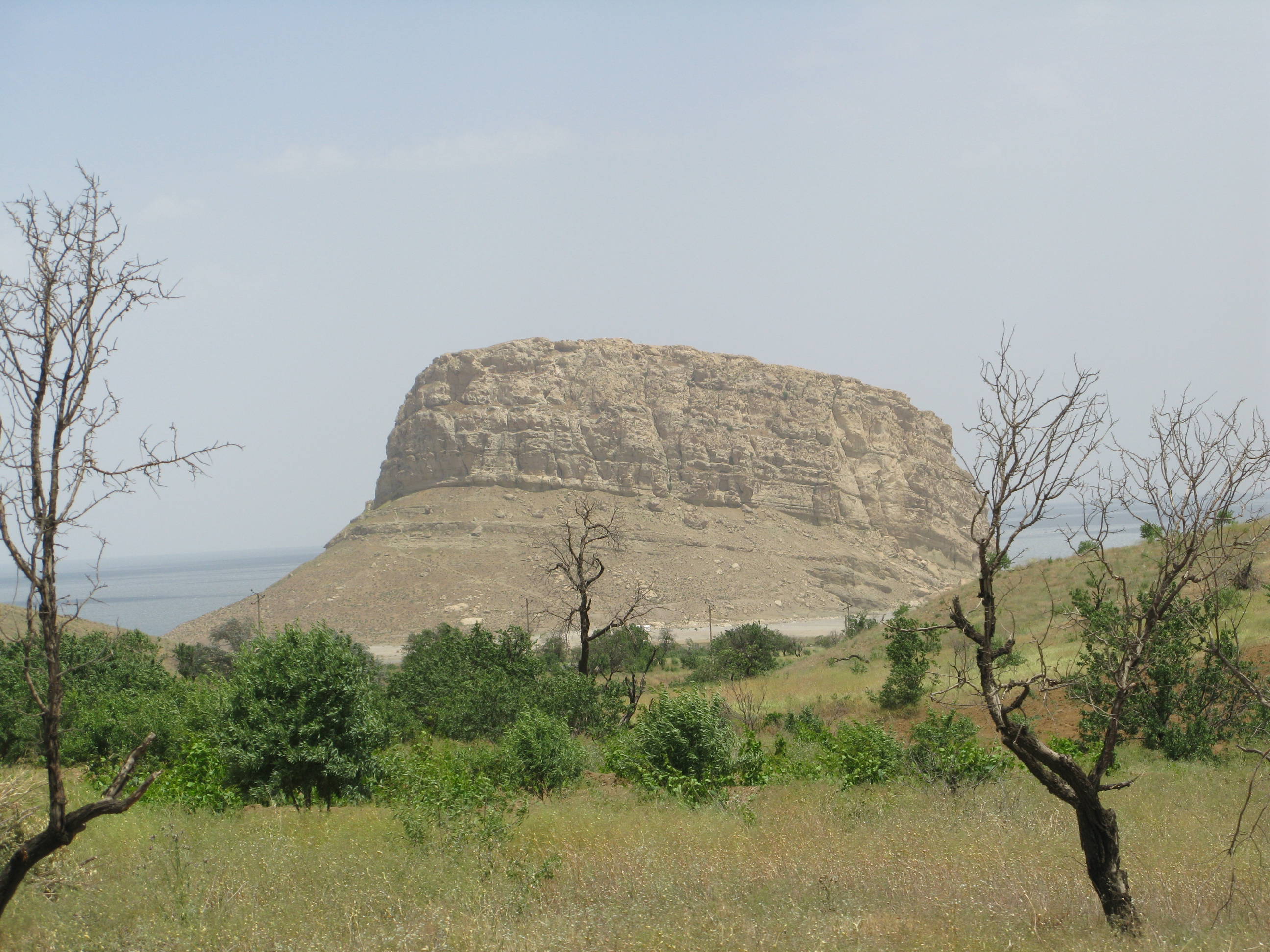
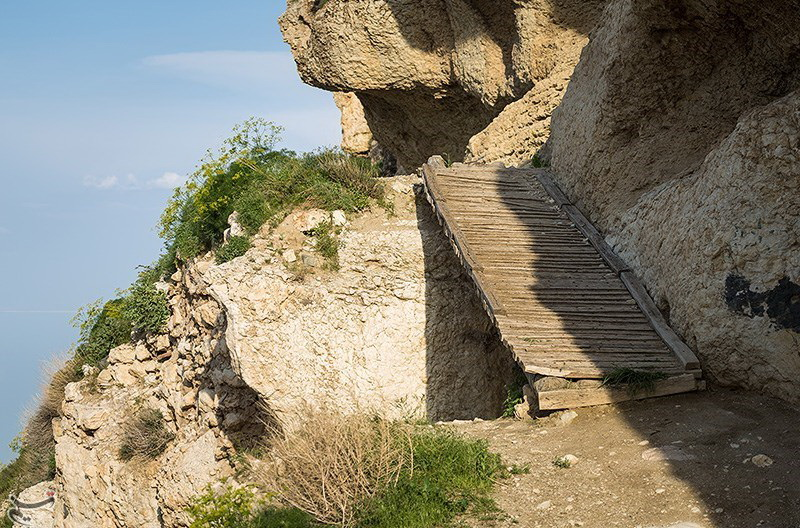
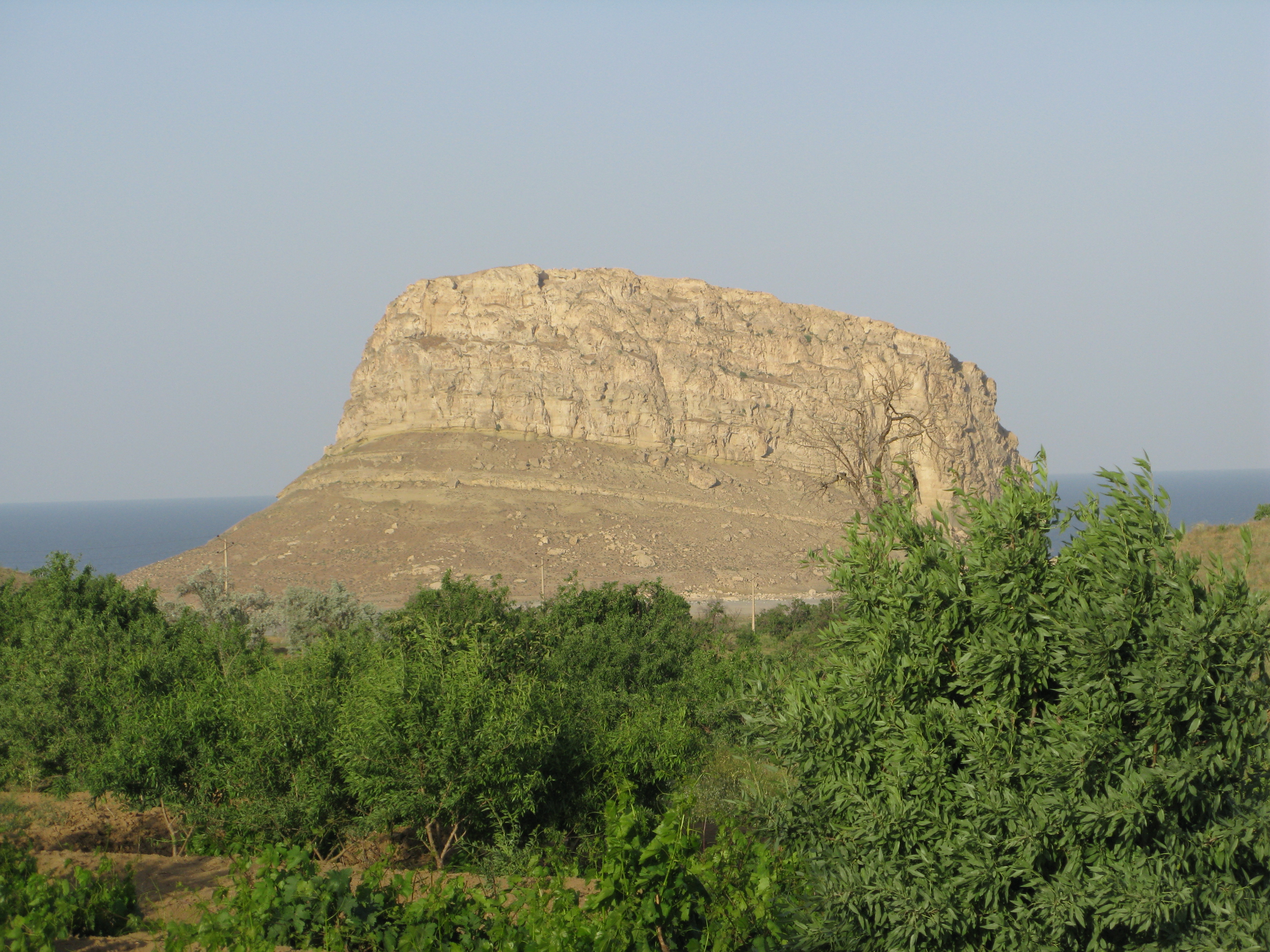
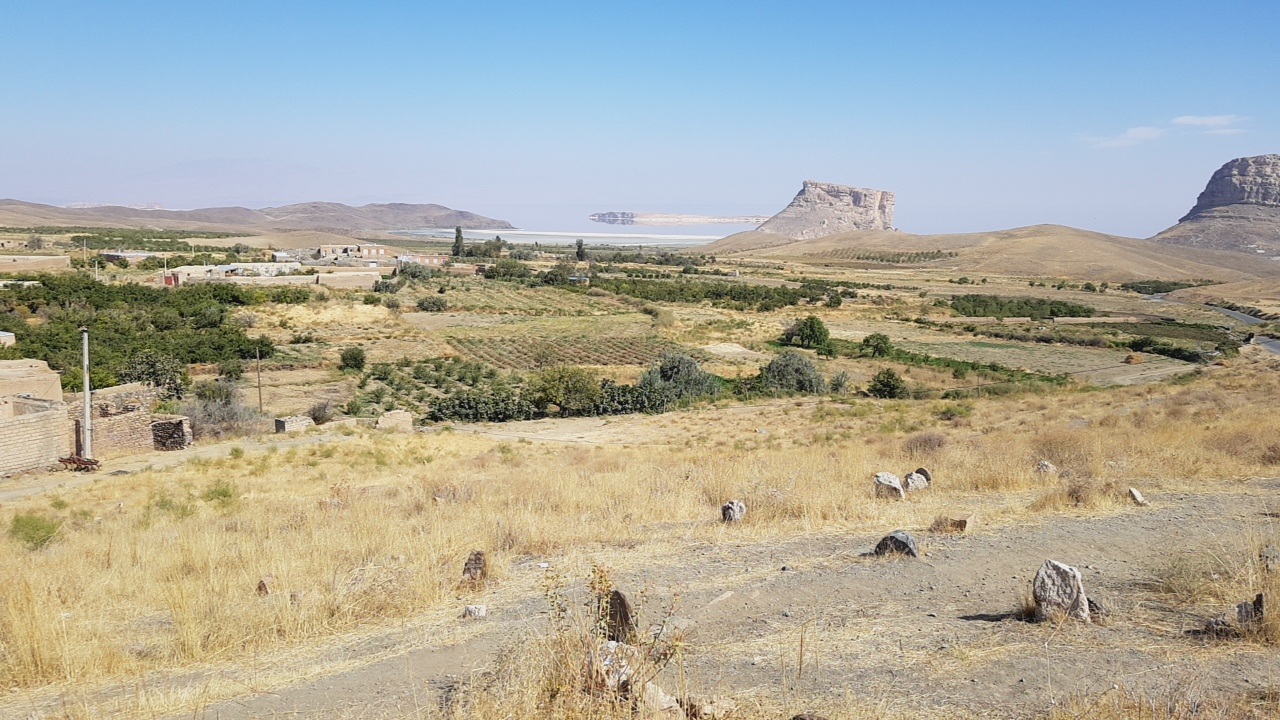